# 五虎棍
五虎棍，又稱五虎盘龙棍、舞花棍，河北武術，為中國武術流派之一。

## 源流
五虎棍據傳是由宋太祖趙匡胤所創，後廣為流傳後，锦衣漕运守备武德将军王沐浴習得這套棍法後，遷居至黄骅後其家族後人世代習練這門棍法。

## 介紹
五虎棍分单杆与双杆，单杆一般五尺长，也就是人们常说的“齐眉棍”。双杆，一般一尺半长。五虎棍棍法有老八下、九棍、挑棍、双鼻子、拦腰、跺子、四门、四虎子、憋虎子、罗花等架子。五虎棍法的技击特点是快速威猛，灵巧多变。

## 來源
1. 1 2  滄州市非物质文化遗产-黄骅五虎棍[]